# Charles Wellesley, 9. Duke of Wellington

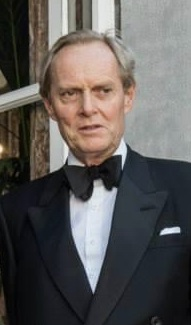
Charles Wellesley, 9. Duke of Wellington, 2015

Arthur Charles Valerian Wellesley, 9. Duke of Wellington (* 19. August 1945 in Windsor) ist ein britischer Peer und Politiker.

## Herkunft und Adelstitel
Er ist der älteste Sohn des Arthur Wellesley, 8. Duke of Wellington (1915–2014) aus dessen Ehe mit Diana Ruth McConnel (1922–2010). Als Heir apparent seines Vaters führte er ab Geburt den Höflichkeitstitel Earl of Mornington und ab 1975 den Höflichkeitstitel Marquess Douro. Noch zu Lebzeiten seines Vaters wurden am 10. März 2010 auch ihm dessen spanischer Titel als Herzog von Ciudad Rodrigo (Duque de Ciudad Rodrigo) und Grande von Spanien übertragen. Beim Tod seines Vaters am 31. Dezember 2014 erbte er auch dessen britische Adelstitel als 9. Duke of Wellington, 9. Marquess of Wellington, 9. Marquess Douro, 9. Viscount Wellington und 9. Baron Douro, dessen irische Adelstitel als 13. Earl of Mornington, 13. Viscount Wellesley und 14. Baron Mornington, dessen niederländischen Adelstitel als 9. Fürst von Waterloo (Prins van Waterloo) und dessen portugiesische Adelstitel als 9. Herzog von Vitória (Duque da Vitória), 9. Markgraf von Torres Vedras (Marquês de Torres Vedras), und 9. Graf von Vimeiro (Conde de Vimeiro).

## Ausbildung und privatwirtschaftliche Karriere
Er besuchte das Eton College und studierte danach am Christ Church College der Universität Oxford. Nach Abschluss des Studiums war er in zahlreichen bedeutenden britischen und internationalen Unternehmen tätig, unter anderen von 1975 bis 1984 als Vice-Chairman bei der Thames Valley Broadcasting, von 1985 bis 1989 in gleicher Funktion bei der Deltic Panamerica SA und von 1988 bis 1991 bei der Guinness Mahon Holdings. Gleichzeitig war er von 1977 bis 1980 Direktor der Antofagasta and Bolivia Company und von 1979 bis 1988 der Eucalyptus Pulp Mills. Es folgten Management-Tätigkeiten von 1983 bis 1995 bei der Transatlantic Holdings und von 1987 bis 1990 beim Continental und Industrial Trust. Weitere Aktivitäten folgten ab 2002 bei Sanofi, von 2003 bis 2011 bei Pernod-Ricard. Schließlich war er noch Chairman bei Deltic Securities Ltd. (von 1985 bis 1989), der Dunhill Holdings (von 1991 an), bei der Sun Life Corp. (von 1995 bis 2000) und bei der Franlington Group (von 1994 bis 2005). 1999 wurde er in Anerkennung seiner Verdienste um britisch-spanische Geschäftsbeziehungen als Officer des Order of the British Empire (OBE) ausgezeichnet.

## Politische Karriere
Er saß als Mitglied der Conservative Party von 1978 bis 1979 im Borough Council von Basingstoke. 1979 wurde er als Abgeordneter der Conservative Party zum Mitglied des Europäischen Parlaments gewählt, dem er bis 1989 angehörte. Im Europäischen Parlament gehörte er der Fraktion der Europäischen Demokraten an und war von Oktober 1986 bis April 1987 Mitglied des Fraktionsvorstands.
Seit 1999 hat er das Amt des Deputy Lieutenant von Hampshire inne.
Am 16. September 2015 wurde er bei der Nachwahl für den zurückgetretenen Arthur Lawson-Johnston, 3. Baron Luke, ins House of Lords gewählt. Im House of Lords gehörte er zunächst der Fraktion der Conservative Party an, aus der er am 4. September 2019 austrat. Er blieb daraufhin fraktionslos (non-affiliated), bis er sich am 3. September 2020 der Fraktion der Crossbencher anschloss.

## Ehe und Nachkommen
Am 3. Februar 1977 heiratete er Antonia Prinzessin von Preußen (* 1955), eine Tochter von Friedrich von Preußen (1911–1966) und Lady Brigid Guinness, in der St. Paul’s Church in London. Mit ihr hat er fünf Kinder:
- Arthur Gerald Wellesley, Marquess of Douro (* 1978), ⚭ 2005 Jemma Madeleine Kidd (* 1974), Urenkelin von Max Aitken, 1. Baron Beaverbrook;
- Lady Honor Victoria Wellesley (* 1979), ⚭ 2004 Hon. Orlando Montagu, der jüngere Sohn von John Montagu, 11. Earl of Sandwich;
- Lady Mary Luise Wellesley (* 1986);[5]
- Lady Charlotte Anne Wellesley (* 1990), ⚭ 2016 Alejandro Santo Domingo Davila;
- Lord Frederick Charles Wellesley (*  1992).